# Cleonymus silvifilia
Cleonymus silvifilia är en stekelart som först beskrevs av Girault 1927.  Cleonymus silvifilia ingår i släktet Cleonymus och familjen puppglanssteklar. Inga underarter finns listade i Catalogue of Life.